# Cerkiew Narodzenia Najświętszej Maryi Panny w Kowalówce
Cerkiew pod wezwaniem Narodzenia Przenajświętszej Bogurodzicy w Kowalówce – dawna cerkiew greckokatolicka, wzniesiona w 1767 we wsi Kowalówka.
Po 1947 użytkowana jako rzymskokatolicki kościół filialny pod wezwaniem Narodzenia Najświętszej Maryi Panny Parafii św. Wojciecha w Cieszanowie.
Cerkiew wpisano na listę zabytków w 1987 i włączono do podkarpackiego Szlaku Architektury Drewnianej.

## Historia obiektu
Cerkiew zbudowano w 1767, chociaż niektóre źródła przyjmują datę 1764 czy 1768. W 1813 wykonano generalny remont świątyni obejmujący sanktuarium i babiniec. W latach 1867–1868 wnętrze cerkwi pokryto polichromią. W latach 1899–1902 przebudowano nawę i poszerzono ją o ramiona transeptu. W 1915 cerkiew została uszkodzona w wyniku ostrzału w trakcie działań wojennych. Po 1947 o wysiedleniu ludności ukraińskiej przejęta i użytkowana przez rzymskokatolicki. Sanktuarium pełniło funkcję zakrystii i salki katechetycznej. W latach 2007–2010 przeprowadzono konserwację ikonostasu. 

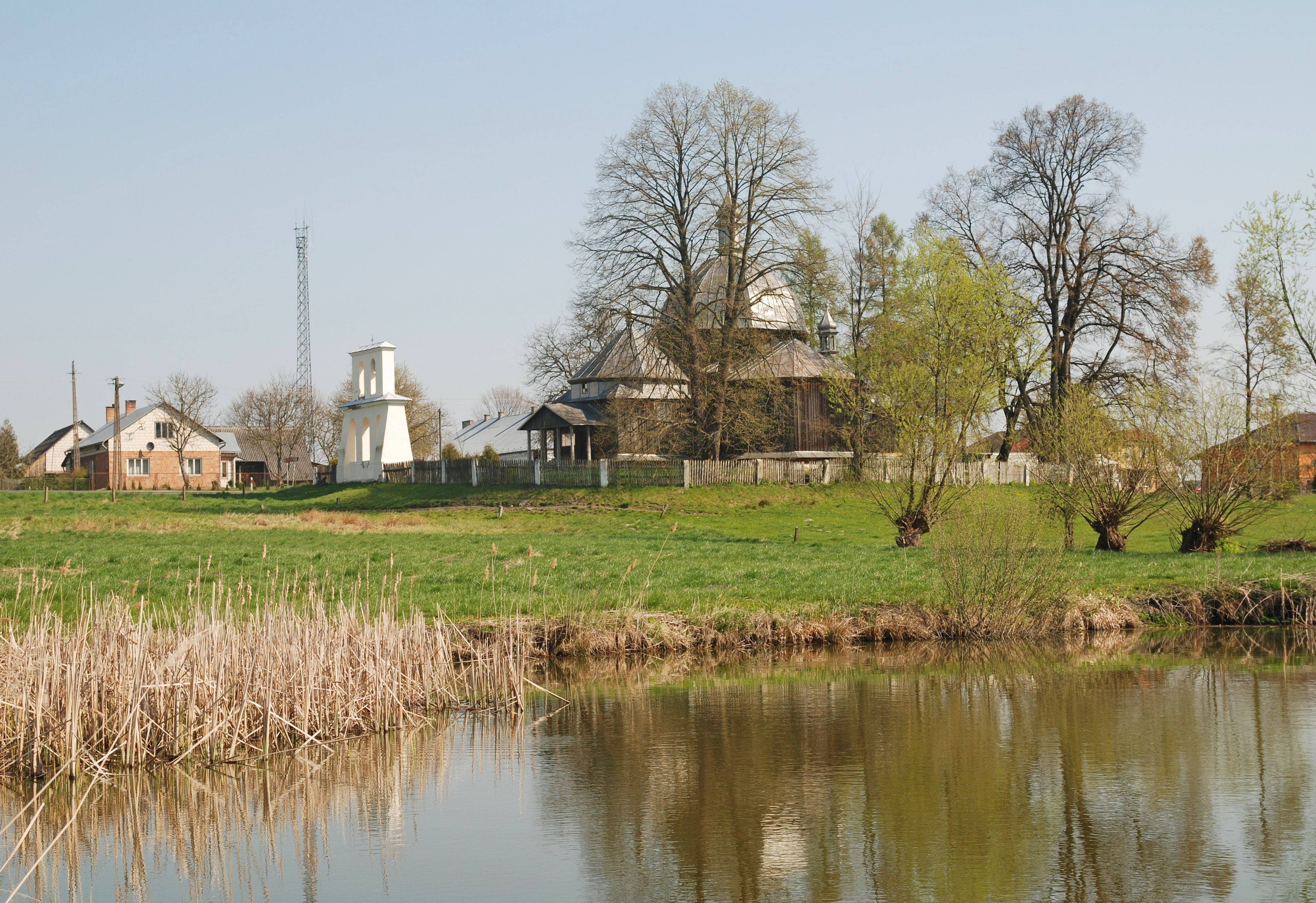
Widok ogólny
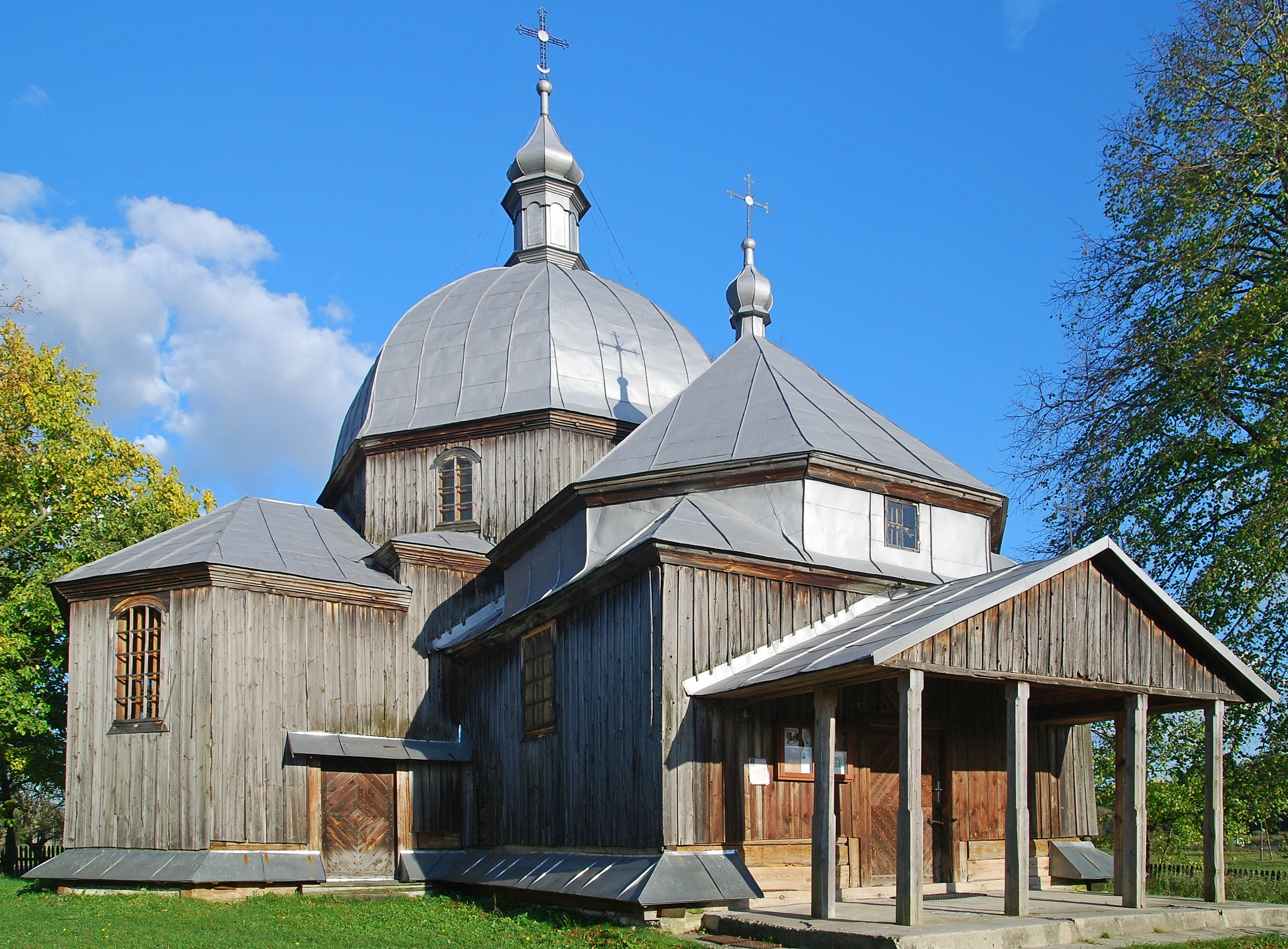
Elewacja frontowa
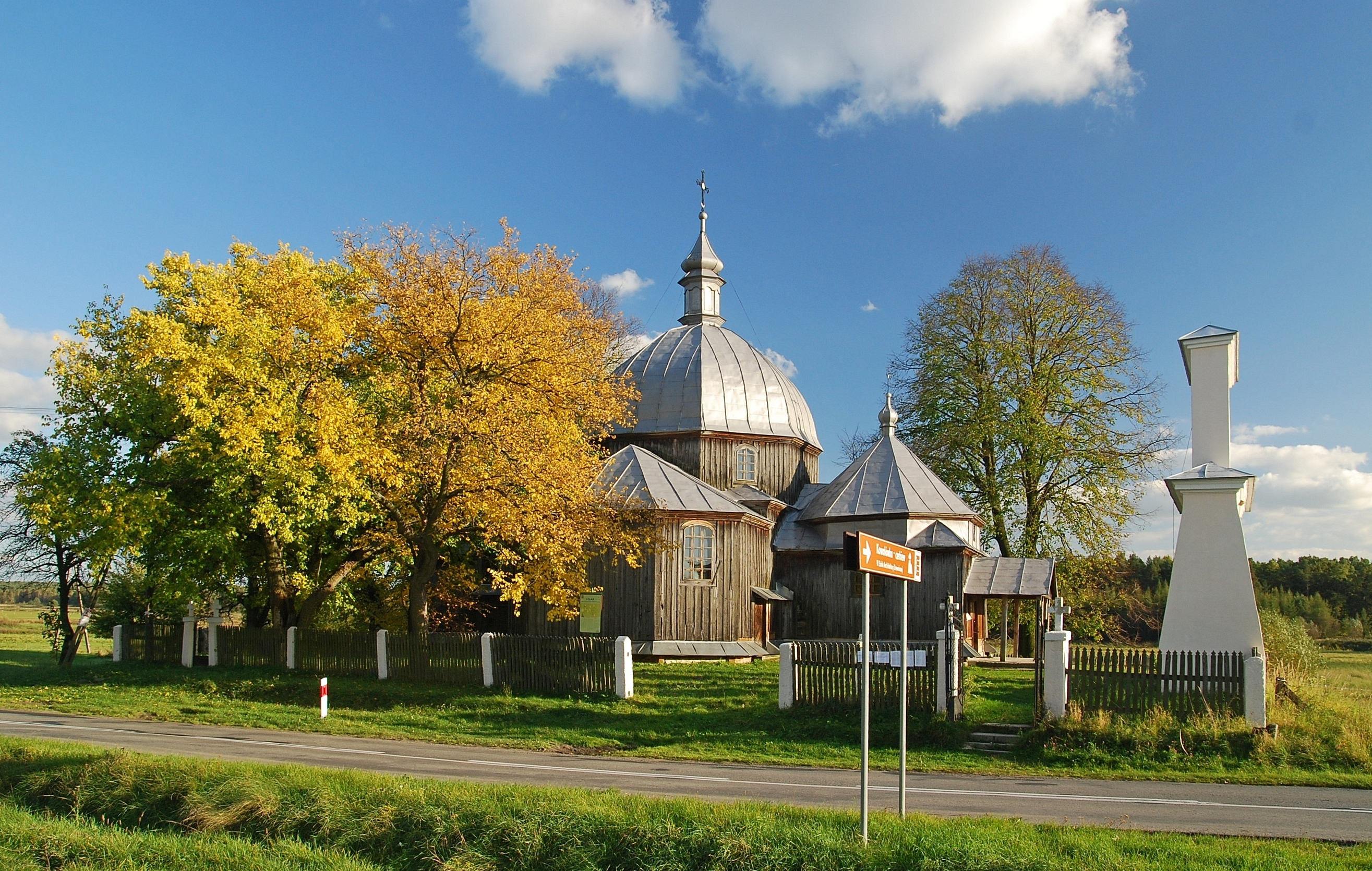
Elewacja północna

## Architektura i wyposażenie
Cerkiew wykonana z drewna konstrukcji zrębowej, na podmurówce z kamienia łamanego, orientowana, trójdzielna, na planie krzyża, ze zbliżonymi do kwadratu: najobszerniejszą i najwyższą nawą, zamkniętym trójbocznie prezbiterium i babińcem z dobudowanym otwartym gankiem wspartym na sześciu słupach. Ściany oszalowane pionowo z listwowaniem. Nad nawą ośmioboczny, zrębowy tambur nakryty sferyczną kopułą, zwieńczony latarnią. Prezbiterium i babiniec, nakryte dachami ostrosłupowymi i zwieńczone wieżyczkami z hełmami i latarniami. 
Wnętrze zamknięte kopułami, prezbiterium otynkowane. Do zachodniej ściany babińca dostawiony na drewnianych słupach z balustradą chór muzyczny. W nawie rozszerzonej o ramiona transeptu niekompletny pięciorzędowy ikonostas. Brak 12 ikon prazdników, carskich wrót i południowych diakońskich wrót. W prezbiterium ołtarz główny Matki Boskiej Nieustającej Pomocy z połowy XIX wieku, a w ramionach transeptu dwa ołtarze: w południowym św. Piotra i Pawła z 1885, a w północnym św. Mikołaja z 1751. W kopule babińca polichromia patronowa.

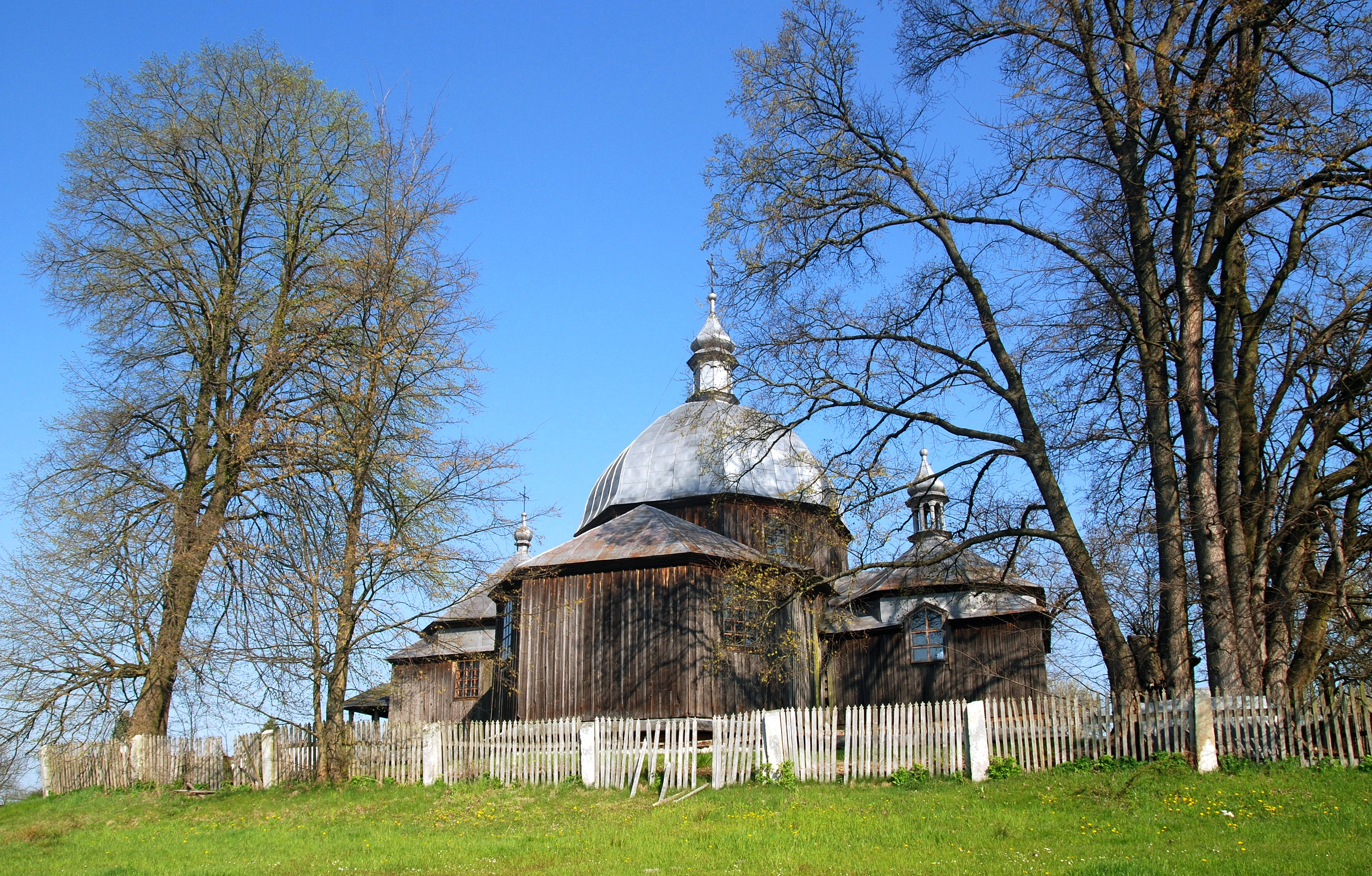
Elewacja południowa
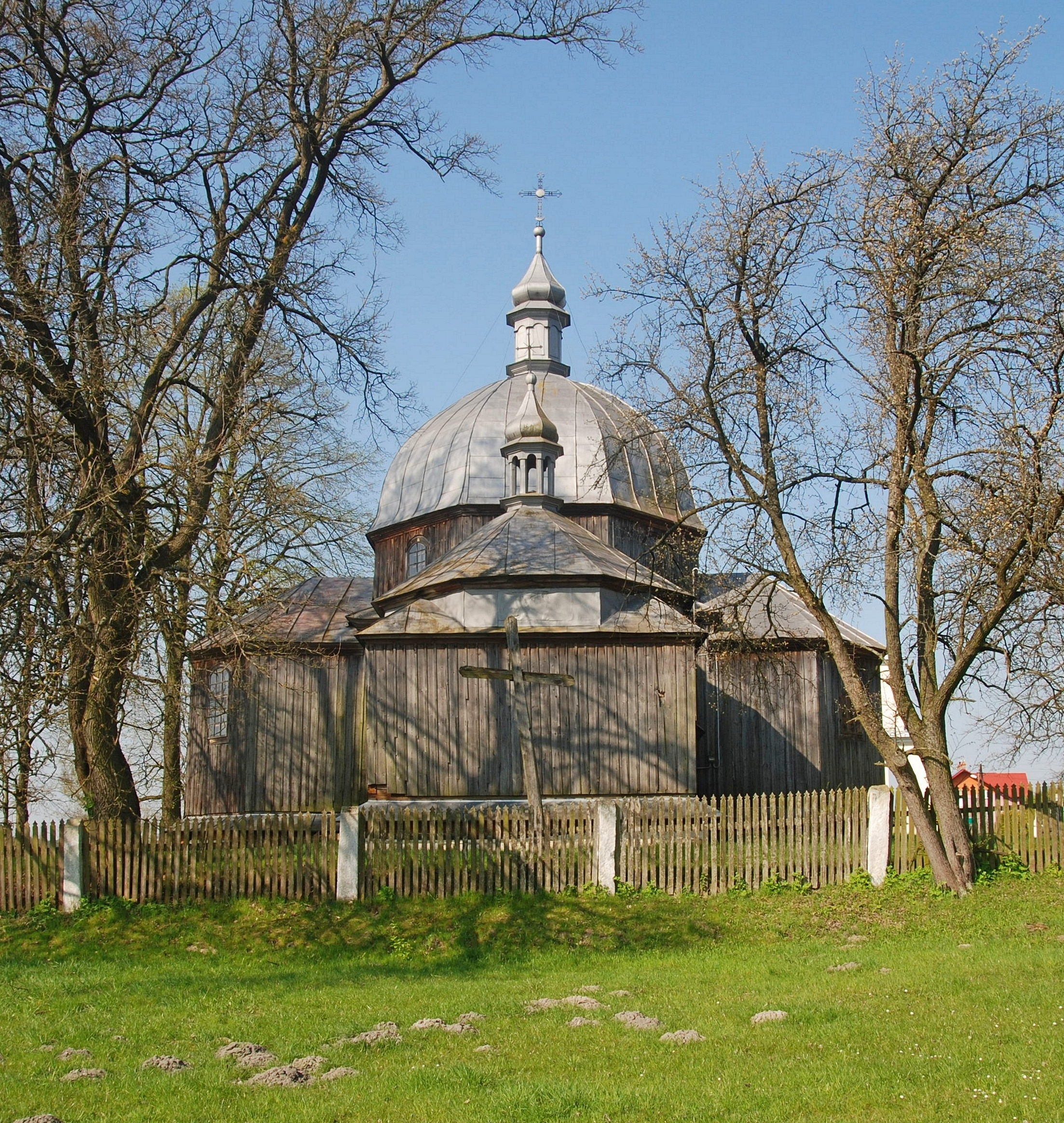
Widok od prezbiterium

## Otoczenie świątyni
Obok świątyni usytuowana jest murowana parawanowa dzwonnica. Cerkiew ogrodzona jest drewnianym sztachetowym płotem.